# Yr.no
yr.no est un site web norvégien et une application mobile pour les prévisions météorologiques et la diffusion d'autres types d'informations météorologiques hébergées par la Corporation de diffusion norvégienne en collaboration avec l'Institut météorologique norvégien lancé en septembre 2007. 
Le mot yr signifie bruine en norvégien.

## Modèles météorologiques et fréquence de mise à jour
Yr.no génère des prévisions météorologiques pour beaucoup d'endroits à travers le monde. Ses prévisions à 3 jours utilisent deux modèles météorologiques différents avec une résolution de 2,5 km en Scandinavie et dans les îles norvégiennes, et pour d'autres endroits, le modèle IFS du CEPMMT en configuration haute résolution, avec une résolution de 9 km.
Pour les prévisions à 10 jours, yr.no utilise le modèle ECMWF-ENS avec une résolution de 18 km pour les territoires norvégiens et pour le reste du monde, IFS-HRES avec une résolution de 9 km.
En dehors de la Scandinavie, les prévisions à 3 jours sont mises à jour toutes les six heures et les prévisions à 10 jours toutes les 12 heures.

## Sources d'informations
En plus des données de l'Institut météorologique norvégien, yr.no utilise les données ouvertes de plusieurs collaborateurs tels que :
- Organisation européenne pour l'exploitation des satellites météorologiques
- GeoNames
- Institut polaire norvégien